# Delia tenuiventris
Delia tenuiventris är en tvåvingeart som först beskrevs av Zetterstedt 1860.  Delia tenuiventris ingår i släktet Delia och familjen blomsterflugor. Arten är reproducerande i Sverige. Inga underarter finns listade i Catalogue of Life.